# 서대문중학교
서대문중학교는 서울특별시 서대문구 현저동에 있었던 중학교이다.

## 연혁
1968년에 영천중학교라는 교명으로 개교하였으나 1972년에 서대문중학교로 교명을 변경하였고, 1992년에 한성과학고등학교가 개교하면서 폐교되었다.